# Gare d'Elmers End
La gare d'Elmers End (en anglais : Elmers End railway station), est une gare ferroviaire de la ligne de Mid-Kent (en), en zone 4 Travelcard. Elle  est située sur l'Elmers End Road à Elmers End (en), sur le territoire du  borough londonien de Bromley, dans le Grand Londres.
C'est une gare Network Rail desservie par des trains Southeastern de National Rail. Elle est en correspondance avec une station terminus du tramway Tramlink.